# Tweede Sikhoorlog
De Tweede Sikhoorlog vond plaats van 1848 tot 1849 tussen het Sikhrijk en de Britse Oost-Indische Compagnie. Het leidde tot de onderwerping van het keizerrijk en de annexatie door de Britten van Punjab.

## Aanloop
Het Sikhkeizerrijk werd in de eerste helft van de 19e eeuw een belangrijke machtsfactor in de regio onder het leiderschap Maharadja Ranjit Singh. Hij zorgde voor stabiliteit en breidde het rijk verder uit. Hij breidde het gebied uit tot aan Afghanistan en Kasjmir. In dezelfde periode had de Oost Indische Compagnie haar gebied in India verder uitgebreid tot aan de grenzen van het Sikh Keizerrijk, in het gebied Punjab. Singh probeerde aan de ene kant vriendschappelijk banden aan te gaan met de Britten en aan de andere kant een eigen troepenmacht op te bouwen. Na de dood van Ranjit Singh in 1839 ontstond er een conflict over zijn opvolging. Ook het leger dat voor het grootste deel uit Sikhs bestond raakte in onenigheid met de regering waar veel hindoes in zaten. De dreiging voor de Britten nam toe en deze begonnen zelf ook een troepenmacht op te bouwen. In 1845 brak de Eerste Sikhoorlog uit en deze eindigde in een overwinning voor de Britten. Het Sikh-keizerrijk was gedwongen grote, vruchtbare gebieden af te staan.
Maharaja Gulab Singh, de machtshebber in Jammu, kocht Kasjmir van de Britten voor een grote som geld. Duleep Singh, de keizer van de Sikhs en nog een kind, mocht op de troon blijven zitten, maar een Brits bestuurder, Sir Henry Lawrence, controleerde de politiek van zijn regering. Jind Kaur, de moeder van Duleep Singh, was voorheen regent en probeerde een deel van haar vroegere invloed terug te krijgen. Zij werd uiteindelijk in ballingschap gevoerd.
Het vroegere leger van de Sikhs werd voor een deel ingezet tegen moslims in het Sikh Keizerrijk die zich wilden voegen bij Dost Mohammed Khan van Afghanistan om hun onafhankelijkheid te verkrijgen. De Britten stelden hiertegen weinig geld of manschappen beschikbaar. Sterker nog, Viscount Hardinge, Gouverneur-generaal van Brits-Indië, bracht de omvang van het Bengal Army terug tot vijftigduizend manschappen.
In 1848 keerde Lawrence, door ziekte gedreven terug naar Engeland. Hij werd opgevolgd door Sir Frederick Currie, een rechtsgeleerde uit Calcutta, die onbekend was met de praktijken van het leger en de cultuur van Punjab. Hij stelde zich daardoor erg formeel op en weinig actiebereidheid. Hij negeerde berichten dat Chattar Singh, een Sikh en gouverneur van Hazara, bezig was een opstand voor te bereiden.

## Uitbraak opstand
De stad Multan maakte aanvankelijk deel uit van het Sikh Keizerrijk, maar koos in de oorlog geen partij. De stad werd bestuurd door de Hindoe Dewan Mulraj. Er moesten hoge belastingen worden betaald aan de Britten. Mulraj wilde dat zijn zoon hem zou opvolgen, maar Currie wilde Sirdar Khan Singh, een Sikh, benoemen met daarnaast een Britse politieke agent, genaamd Patrick Vans Agnew, die de besluiten zou goedkeuren.
Op 18 april 1848 arriveerde Vans Agnew samen met een andere officier en een klein escort. Mulraj droeg de sleutels van het stadsfort over, maar toen Vans Agnew daar zijn intrek wilde nemen werd hij aangevallen door een woedende menigte. Ze werden naar een moskee buiten de stad gebracht en de volgende dag vermoord.
Mulraj claimde later dat hij niet achter de aanval op de officieren zat, maar daardoor wel bij de opstand betrokken raakte. Hij gaf het hoofd van Vans Agnew aan Sirdar Khan Singh en droeg hem op deze mee te nemen naar Lahore, waar de regering was gevestigd.
Herbert Edwardes, de Britse politieke agent in het nabijgelegen Bannu had Vans Agnew willen redden, maar was daar niet toe in staat. Hij verzamelde snel verschillende Pathanen – irreguliere troepen - om zich heen en met verschillende Sikh-regimenten versloeg hij in de Slag van Kinevru bij de rivier Chenab op 18 juni het leger van Multan. Hij slaagde er echter niet in de stad zelf die goed gefortificeerd was te veroveren.
Intussen vroeg Currie Sir Hugh Gough, de leider van de Bengal Army, om troepenversterking. Het grootste deel van deze troepen was echter pas beschikbaar tegen november. Een kleine eenheid van de Bengal Army begon onder leiding van Generaal Whish en met steun van lokale troepen het beleg van Multan. Ook voegden tussen 18 en 28 augustus zich verschillende afdelingen van het voormalige Sikh-leger bij de Britse troepen. Tot schrik van de Britten werd een groot contingent daarvan geleid door Sher Singh Attariwalla, de zoon van Chattar Singh.
Verschillende Britse politieke agenten namen al maatregelen tegen een eventuele opstand. Kapitein John Nicholson bezette met behulp van de cavalerie vanuit Peshawar het strategisch gelegen fort Attock bij de Indus. Daarna trok hij door naar Hazara. Toe Chattar Singh zich bij de opstand voegde kon hij Hazara niet zonder gevecht verlaten. Hij slaagde er tot twee keer in de bergpassen te veroveren die uit Hazara wegleidde, maar Britsgezinde troepen veroverden deze beide keren terug. Chattar Singh kon daarop niets anders doen dan zich terugtrekken naar Hazara.
Op 14 september voegde Sher Singhs’ leger zich bij de opstand. Hij voegde zich echter niet bij Mulraj, maar er werd afgesproken dat hij naar het noorden zou trekken om zich bij Chattar Singh te voegen. Whish moest intussen het beleg van Multan opheffen, totdat hij versterkt zou worden.
In november arriveerden de eerste troepen van de Oost Indische Compagnie in Punjab. Een contingent van het Bombay Army voegde zich bij Whish en het beleg van Multan werd hervat.
Gough viel met zijn troepen het leger van Sher Singh aan dat een linie had opgetrokken rond de rivier Chenab. Deze hielden het uit en konden zich na enkele weken terugtrekken, terwijl Gough zelf op verdere versterkingen moest wachten. In het begin van 1949 sloot Amir Dost Mohammed Khan uit Afghanistan zich aan bij de opstand. In ruil daarvoor kreeg hij de stad Peshawar en de omliggende gebieden toegezegd die in het verleden door Ranjit Singh waren veroverd. Vijfendertighonderd cavaleriesoldaten vielen het fort bij de Indus aan. Het moslimgarizoen dat daar door kapitein Nicholson was achtergelaten gaf zich over. De verovering van het fort gaf Chattar Singh de mogelijkheid om uit Hazara weg te trekken, het leger van Sher Singh tegemoet. Gough had intussen de opdracht gekregen het leger van Sher Singh te vernietigen voordat dit herenigd werd met het leger van zijn vader.
Op 13 januari stuitte Gough onverwachts op het leger van Sher Singh bij de rivier Jhelum. Hij viel meteen aan en leed weer zware verliezen. In de drie dagen daarna regende het hevig en het moreel van de troepen aan beide kanten werd heftig aangetast. Beide trokken zich daarna terug. Er was veel kritiek op Gough en hij werd vervangen door generaal Charles James Napier die vanuit Groot-Brittannië moest overkomen.
Intussen had Whish met behulp van kanonnen een bres geslagen in de muren van Multan en op 22 januari gaf Mulraj zich over. Hij bracht de rest van zijn leven in gevangenschap door. Het leger van Wish voegde zich bij het leger van Gough. Dit leger had intussen bijna het leger van Sher Singh ingesloten. Op 13 februari vond er een nieuwe aanval plaats. De Sikhs ondergingen eerst een bombardement van drie uur, waardoor het Sikh-leger grote verliezen leed. De cavalerie rekende daarna af met de rest van het leger.
Dit alles had tot gevolg dat Chattar Singh en Sher Singh zich op 12 maart 1840 in de omgeving van Rawalpindi overgaven. Samen met hen legden twintigduizend manschappen de wapens neer. Het Afghaanse leger trok zich snel terug uit Attock en Peshawar, waarop deze door de Britten werden bezet. In een verdrag erkende Khan de Britse zeggenschap over Peshawar en Attock.

## Nasleep
Op 30 maart 1849 hield Duleep Singh voor de laatste maal zitting in Lahore en droeg de macht toen definitief over aan de Britten. Hij trad af en Punjab werd geannexeerd door de Oost Indische Compagnie. James Dalhousie, de Gouverneur-generaal van India, kreeg van het Britse parlement als dank de titel van Markies.
Er zijn verschillende redenen voor het verlies van de Sikhs. De organisatie van het leger was slecht opgezet, waardoor het lastig was om genoeg eten te vinden voor de soldaten. In veel frontdistricten woonden bovendien moslims en deze werden vroeger onderdrukt door de Sikhs. Zij waren dus graag bereid aan de kant van de Britten te vechten. Ook wierven de Britten troepen onder verschillende andere minderheden. Een laatste reden voor de overwinning van de Britten was de veel ruimere beschikking die zij uiteindelijk hadden over middelen en mankracht.